# Institució Alfons el Magnànim - Centre Valencià d'Estudis i d'Investigació
La Institució Alfons el Magnànim-Centre Valencià d'Estudis i d'Investigació és un organisme cultural creat en 1948 per la Diputació Provincial de València, vinculat al Consell Superior d'Investigacions Científiques. Actualment està integrat en l'àrea de cultura de la Diputació de València i té la seu al Centre Cultural la Beneficència, a la ciutat de València. El seu nom es un homenatge al rei Alfons el Magnànim, que comptava amb una de les biblioteques més importants del seu temps, i el seu segon nom a la Institució Valenciana d'Estudis i Investigació.

## Objectius
La Institució és una de les principals editorials públiques valencianes (amb un catàleg de més de 1.300 llibres i revistes) i els seus objectius principals són la promoció i difusió de la recerca científica i l'estudi de les humanitats, especialment en les qüestions culturals que afecten la societat valenciana, i establir i mantenir la relació adequada amb altres organismes similars, tant valencians com estatals i internacionals. Entre altres activitats, convoca anualment els Premis València de narrativa, de poesia i, des de 2016, també d'assaig.

## Organització
Està regida per un consell d'administració, del qual és president des de 2015 el diputat de Cultura, Xavier Rius i Torres, per representants de tots els grups polítics, pel director i pels directors d'Institut.
Originàriament era dividida en sis seccions que ha ampliat fins a tenir-ne més de vint-i-cinc. Des del 2016 està dividida en quatre Instituts: Institut de Ciències Socials i de la Cultura; Institut de Ciències Fisiconaturals, Institut d'Història i Institut d'Humanitats i de Patrimoni. Actualment la direcció del Magnànim recau en Josep Enric Estrela. Antonio Ariño és el director de l'Institut de Ciències Socials i de la Cultura; Vicent Martínez, de l'Institut de Ciències Fisiconaturals; Ismael Saz, de l'Institut d'Història, i Anacleto Ferrer de l'Institut d'Humanitats i de Patrimoni.
Les publicacions de la Institució es distribueixen en diverses col·leccions, com la d'«Estudis Universitaris» i «Arxius i Documents», entre moltes altres. Des del 2016, Enric Sòria dirigeix la «Biblioteca d'Autors Valencians»; Román de la Calle, les col·leccions «Fonaments», «Arts Plàstiques» i «Itineraris»; Emili Piera, la col·lecció «Papers de Premsa»; Jaime Siles, la col·lecció «Estudis Clàssics»; Josepa Cucó i Beatriz Santamarina, la d'Antropologia, i Joaquim Rius la revista Debats.
Des de 2016 la Institució és membre de l'Associació d'Editors del País Valencià.

## Història
Els orígens del Magnànim estan en la segona meitat de la dècada de 1940, quan, a iniciativa del CSIC, es creen diferents centres d'estudis de caràcter provincial enfocats als estudis locals. La proposta es presentà el 22 d'abril de 1947, i només tres dies després seria aprovada.
El 19 de febrer de 1948, la Diputació Provincial de València aprova el reglament de la Institución de Estudios Valencianos Alfonso el Magnánimo com a centre actiu d'investigacions i estudis locals de caràcter cultural i científic. La iniciativa fou del ponent de cultura de la Diputació, Felipe María Garín, de bastir una entitat lligada al franquisme i adequar l'obra cultural de la diputació al desenvolupament provincial, com a alternativa al Centre de Cultura Valenciana. Els estatuts s'elaborarien sobre la base dels de l'Institut d'Estudis Ilerdencs. La institució quedaria oficialment inaugurada el 6 de desembre de 1948, amb seu al Palau de la Generalitat.
La seua direcció restà en mans d'un patronat o Consell Ple regit pel president de la Diputació de València (aleshores Adolfo Rincón de Arellano), el rector de la Universitat de València, i els presidents del Centre de Cultura Valenciana i de Lo Rat Penat. El primer director de la Institució fou Arturo Zabala, funcionari de la mateixa Diputació. Gaudí aviat de gran prestigi gràcies a l'entitat dels seus col·laboradors (gent com Lluís Pericot, Manuel Sanchis Guarner, Miquel Tarradell, Germà Colón, Miquel Dolç, Francesc Almela i Vives, Antoni Igual Úbeda, Joseph Gulsoy, Xavier Casp, Julio Caro Baroja, Martí de Riquer, Octavi Saltor, Miquel Batllori i molts altres).
Des del 1950 va crear el Premi València en modalitats de poesia, narrativa i teatre, així com cicles de conferències. També va crear l'Institut de Literatura i Estudis Filològics (ILEF). El 1961 creà els premis Cerdà Reig.
En 1975 es va produir una reestructuració mitjançant la qual es va passar de 32 serveis o instituts a 21.
El 1985, després d'uns anys d'escassa activitat, va ser reestructurat per a formar part d'un nou ens: la Institució Valenciana d'Estudis i Investigació (IVEI), constituïda per consorci entre la Diputació i la Conselleria de Cultura de la Generalitat, amb personalitat jurídica pròpia i regida per una junta de govern renovable per terços, per a preservar-ne una certa independència política. La IVEI mantingué la denominació «Alfons el Magnànim» com a marca editorial, fins que va ser dissolta el 1997 i la Diputació reprengué l'antiga Institució Alfons el Magnànim. La institució va reprendre parcialment l'activitat editorial que havia estat impulsada per la IVEI. En 2016 canvia el seu nom pel d'Institució Alfons el Magnànim - Centre Valencià d'Estudis i Investigació, en homenatge al desaparegut IVEI.

## Premis València de literatura

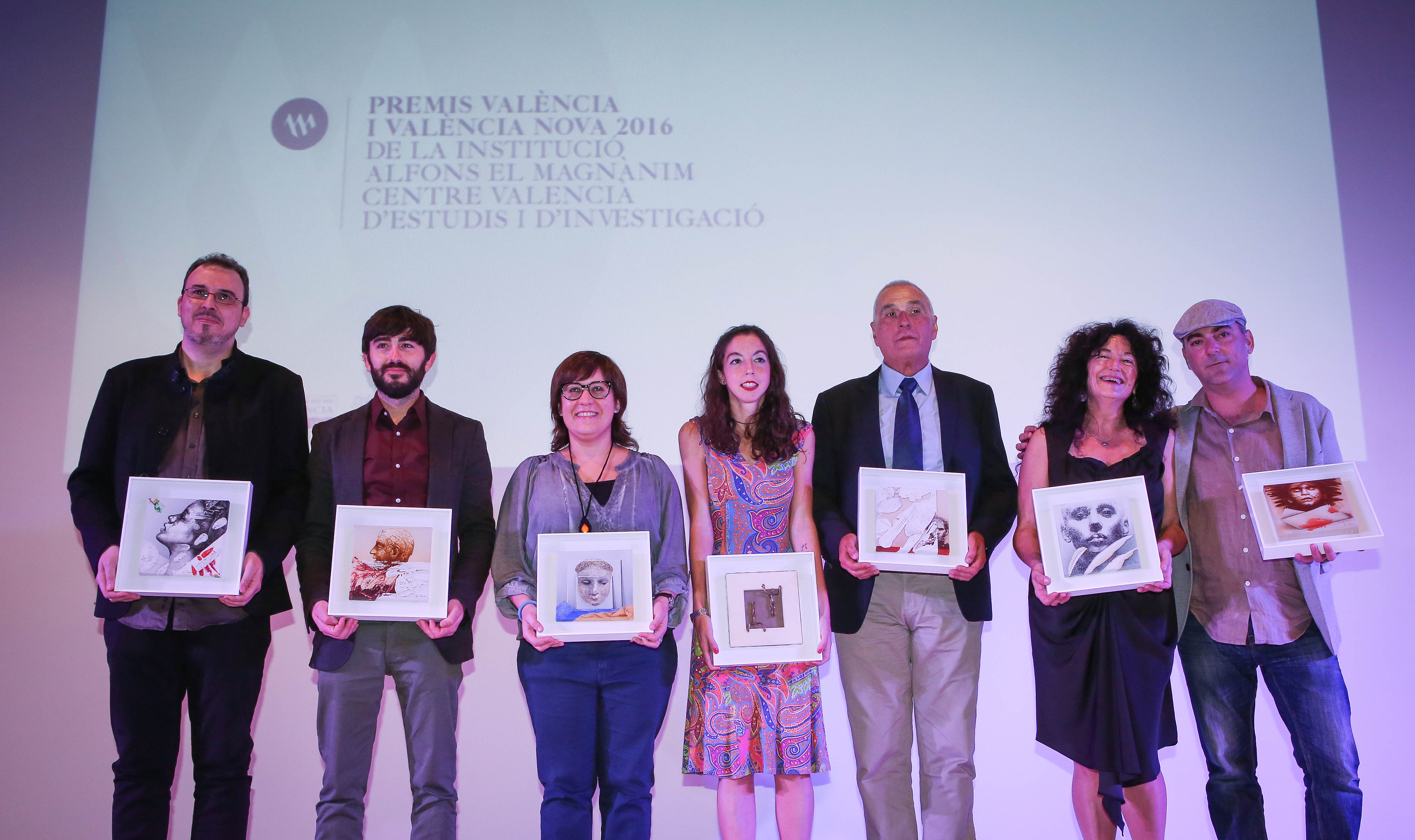
Guardonats de l'edició de 2016.

Els premis València, també coneguts com a premis Magnànim per ser convocats per la Institució, són uns premis de narrativa, poesia i assaig en valencià i castellà. Des de 2016, també es convoquen els premis València Nova, per a escriptors menors de 31 anys.

## Revista Debats

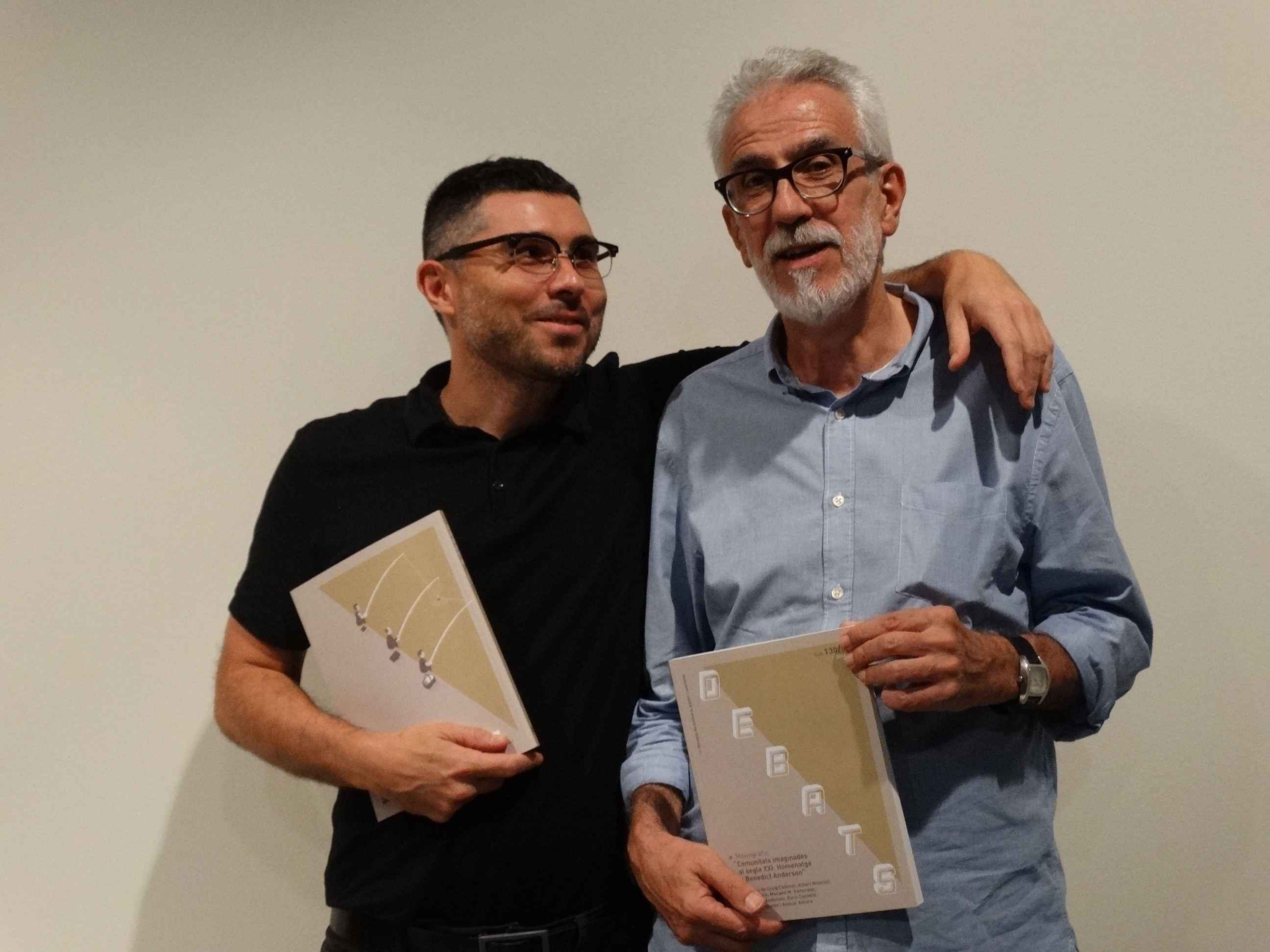
Presentació del número 130 de la revista Debats.

La revista naix en 1982, vinculada la Institució Alfons el Mangnànim i amb voluntat renovadora. Fins a desembre de 2015 va publicar 129 números. El primer número va ser majoritàriament en valencià, llengua que va anar desapareixent ràpidament de la publicació en favor del castellà.
L'etapa de la revista compresa en el període 2000-2015 fou dirigida per Rosa María Rodríguez Magda.
El dia 6 d'octubre de 2016, es presentà la nova etapa de la revista sota la nova direcció del professor Joaquim Rius i Ulldemolins al saló d'actes del Museu Valencià de la Il·lustració i la Modernitat de la Ciutat de València. El primer número de la nova etapa, el 130, va ser el primer publicat íntegrament en valencià. A més, es va fer una edició en castellà, i es publiquen anuaris en anglés. L'objectiu de la nova etapa és el de consolidar una revista acadèmica de prestigi que siga capaç d'abastar un públic més ample que l'estrictament universitari.